# Jan Klazes Doornbos
Jan Klazes Doornbos (Aduard, 31 maart 1885 - Groningen, 19 juni 1958) was een Nederlandse burgemeester.

## Leven en werk
Doornbos was een zoon van de landbouwer Klaas Doornbos en Liefina Steenhuisen. Doornbos was gedurende de periode 1908 tot 1919 gemeentesecretaris van de gemeente Gasselte. Hij vervulde deze functie tijdens het burgemeesterschap van Jakob Adams. Feitelijk zou hij de dienst in de gemeente hebben uitgemaakt en niet burgemeester Adams. In 1919 werd Doornbos benoemd tot burgemeester van Westerbork. In 1925 volgde hij de overleden burgemeester Jan Beuving in Borger op.
Doornbos was gehuwd met Ebelia Lucretia Alkema. Hij overleed in juni 1958 op 73-jarige leeftijd te Groningen.